# Ghiacciaio Sleipnir
Il ghiacciaio Sleipnir (in inglese Sleipnir Glacier) è un ghiacciaio lungo circa 17 km situato sulla costa di Foyn, nella parte orientale della Terra di Graham, in Antartide. Il ghiacciaio, il cui punto più alto si trova 463 m s.l.m., fluisce verso ovest fino a entrare nell'insenatura del Gabinetto, tra punta Balder e punta Sperone, andando ad alimentare quello che rimane della piattaforma glaciale Larsen C.

## Storia
Il ghiacciaio Sleipnir fu fotografato per la prima volta nel 1947 durante una ricognizione aerea effettua nel corso della Spedizione antartica di ricerca Ronne, 1947—48, e lo stesso anno una spedizione del British Antarctic Survey, che all'epoca si chiamava ancora Falkland Islands and Dependencies Survey (FIDS), lo esplorò via terra e lo mappò. Proprio il FIDS lo battezzò così in onore di Sleipnir, il mitico cavallo di Odino il cui nome significa "colui che scivola rapidamente", nella mitologia norrena.